# Карлос Лапетра
Карлос Лапетра (ісп. Carlos Lapetra, 29 листопада 1938, Сарагоса — 25 грудня 1995, Сарагоса) — іспанський футболіст, що грав на позиції півзахисника.
Виступав, зокрема, за клуб «Реал Сарагоса», з яким став дворазовим володарем Кубка Іспанії та володарем Кубка ярмарків, а також національну збірну Іспанії. У складі збірної — чемпіон Європи та учасник чемпіонату світу.

## Клубна кар'єра
Лапетра народився в Сарагосі, Арагон, оскільки його батьки переїхали до міста з Уески через громадянську війну в Іспанії. Син Фіделя та Мерседес, він був третьою дитиною у сім'ї, маючи старших братів Франсіско-Хав'єра та Рікардо. Їх батько, фермер, кілька років був президентом окружної ради Уески.
Карлос Лапетра почав грати у футбол за команду «Гвадалахара» з Терсери, третього дивізіону країни, виступаючи під час навчання в Мадриді на юридичному факультеті. 
1959 року Лапетра повернувся до Сарагоси, ставши гравцем головного клубу міста «Реал Сарагоса», за який виступав до завершення кар'єри. У дебютному сезоні 1959/60 Карлос зіграв за клуб лише 9 ігор у Прімері, але з наступного року став основним гравцем клубу.
У сезоні 1961/62 він зіграв 17 ігор і забив два голи, зайнявши четверте місце зі своїм клубом. У наступному сезоні Лапетра брав участь у фіналі кубка Іспанії, але команда програла «Барселоні». Незважаючи на цю поразку, сезон 1962/63 склався добре для клубу — «Сарагоса» закінчила чемпіонат п'ятою, а Лапетра зіграв у 28 матчах і забив 4 голи чемпіонату. У тому ж сезоні він зіграв перший матч за збірну Іспанії.
У сезоні 1963/64 «Сарагоса» виграла Кубок Іспанії. Клуб виграв того ж року Кубок ярмарків, перемігши «Валенсію» (2:1), а наступного посів третє місце в чемпіонаті, а у фіналі Кубка зазнав поразки від «Атлетіко Мадрид». Лаперта зіграв 28 ігор і забив 9 голів.
У сезоні 1965/66 він виграв свій другий Кубок Іспанії. У цьому сезоні клуб зайняв 4 місце, а Лапетра зіграв 27 матчів і забив 2 голи. З 1967 року через травми вкрай рідко виходив на поле і завершив професійну кар'єру футболіста виступами за команду «Реал Сарагоса» у 1969 році.

## Виступи за збірну
13 червня 1963 року дебютував в офіційних матчах у складі національної збірної Іспанії в товариській грі проти Шотландії (2:6), а вже наступного року у складі збірної був учасником домашнього чемпіонату Європи 1964 року. На турнірі Карлос зіграв у обох матчах своєї команди, здобувши того року титул континентального чемпіона.
Згодом у складі збірної був учасником чемпіонату світу 1966 року в Англії. На «мундіалі» Лапетра зіграв в одному матчі проти ФРН (1:2), а команда не вийшла з групи. Цей матч останнім для Карлоса за збірну.
Загалом протягом кар'єри у національній команді, яка тривала 4 роки, провів у її формі 13 матчів, забивши 1 гол. Єдиний гол за збірну забив 27 жовтня 1965 року в матчі проти Ірландії.

## Титули і досягнення
- Володар Кубка Іспанії (2):

«Реал Сарагоса»: 1963–64, 1965–66
- Володар Кубка ярмарків (1):

«Реал Сарагоса»: 1963–64
- Чемпіон Європи (1):

Іспанія: 1964

## Особисте життя
Старший брат Карлоса, Рікардо, також був футболістом. Він теж грав за «Сарагосу», але з набагато меншим успіхом. А син, Крістіан став президентом «Сарагоси»
Помер 25 грудня 1995 року на 58-му році життя у місті Сарагоса від раку.